# Predicrostonyx
Predicrostonyx hopkinsi — вимерлий гризун родини Cricetidae, який вважається одним із найдавніших прикладів комірних лемінгів.